# Nyctanthes
Nyctanthes es un género con dos especies de plantas con flores perteneciente a la familia Oleaceae. Nativa del sudeste de Asia. En la actualidad se acepta que contiene dos especies, otras especies incluidas anteriormente en este género han sido transferidas a otros géneros, la mayoría de ellos Jasminum. Es originario de la India hasta Tailandia, Sumatra y Java.

## Descripción
Son arbustos o pequeños árboles que alcanzan hasta los 10 m de altura, con la corteza escamosa. El hojas son opuestas y simples. Las flores se producen en pequeños grupos de dos hasta siete juntas. La fruta es una cápsula con dos partes , con una sola semilla en cada una.

## Especies
- Nyctanthes aculeata Craib, Bull. Misc. Inform. Kew 1916: 265 (1916).
- Nyctanthes arbor-tristis L., Sp. Pl.: 6 (1753). - árbol triste[5]